# Jemseg River
Jemseg River är ett vattendrag i Kanada.   Det ligger i provinsen New Brunswick, i den östra delen av landet, 700 km öster om huvudstaden Ottawa.
I omgivningarna runt Jemseg River växer i huvudsak blandskog. Runt Jemseg River är det mycket glesbefolkat, med 4 invånare per kvadratkilometer.